# دامسهاگن
دامسهاگن (به آلمانی: Damshagen) یک شهر در آلمان است که در نوردوست‌مکلنبورگ واقع شده‌است. دامسهاگن ۱٬۴۳۲ نفر جمعیت دارد.